# Le Tampon
Le Tampon – miasto w Reunionie (departamencie zamorskim Francji). Według danych INSEE w 2019 roku liczyło 80 833 mieszkańców. Czwarte co do wielkości miasto na wyspie.